# Helianthemum caput-felis
Helianthemum caput-felis là một loài thực vật có hoa trong họ Nham mân khôi. Loài này được Boiss. mô tả khoa học đầu tiên năm 1838.

## Hình ảnh

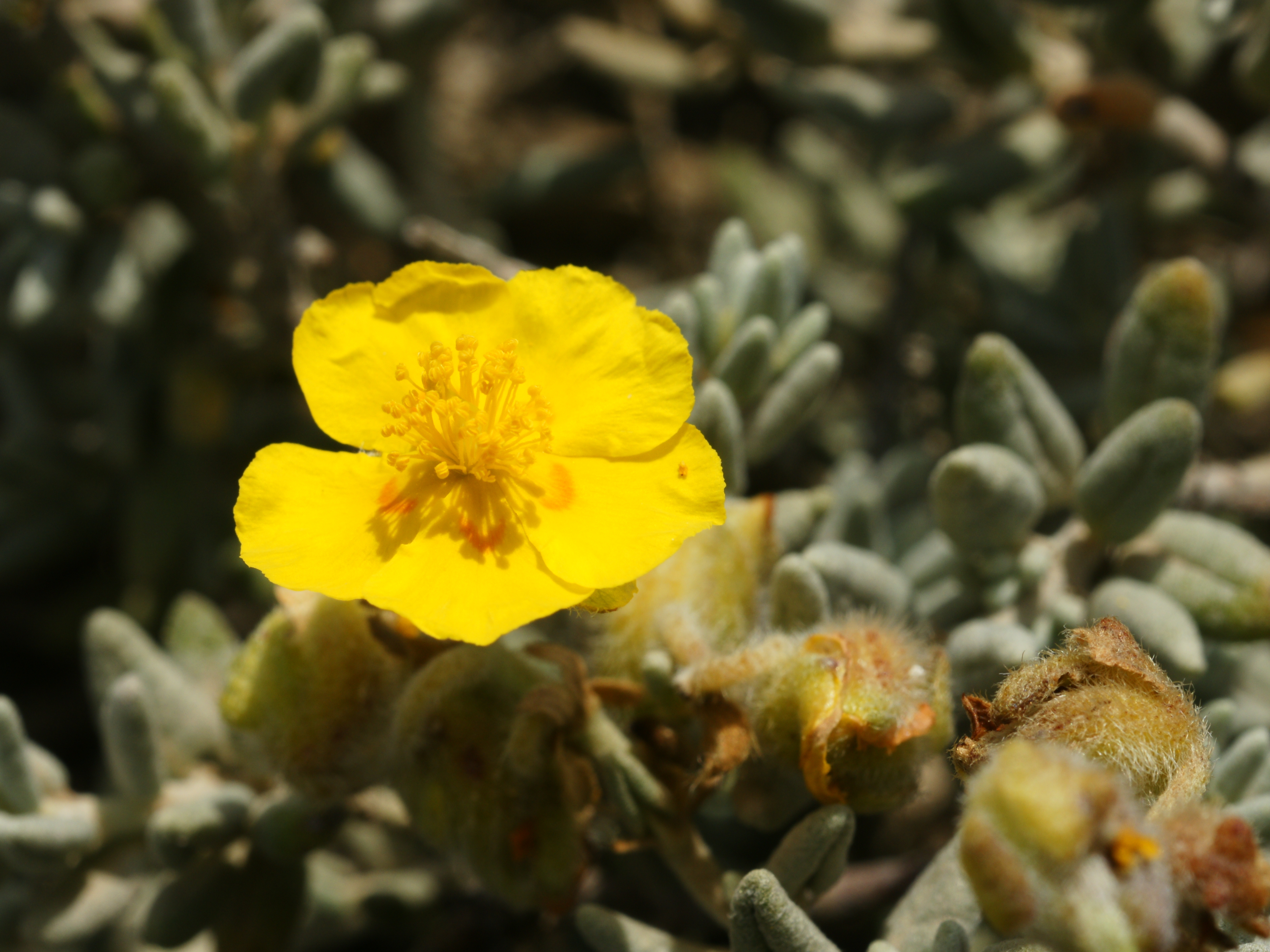